# لواء برلين
لواء برلين حامية بحجم لواء تابع للجيش الأمريكي مقرها برلين الغربية خلال الحرب الباردة. بعد انتهاء الحرب العالمية الثانية، تحت شروط اتفاقي يالطا وبوتسدام، احتلت قوات الحلفاء برلين الغربية. استمر هذا الاحتلال طوال الحرب الباردة. كان للجيش الفرنسي أيضًا وحدات في برلين، تسمى القوات الفرنسية في برلين، وكانت وحدة الجيش البريطاني في برلين هي لواء مشاة برلين.

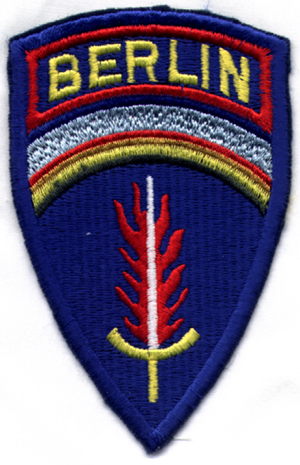
الجيش الأمريكي في برلين

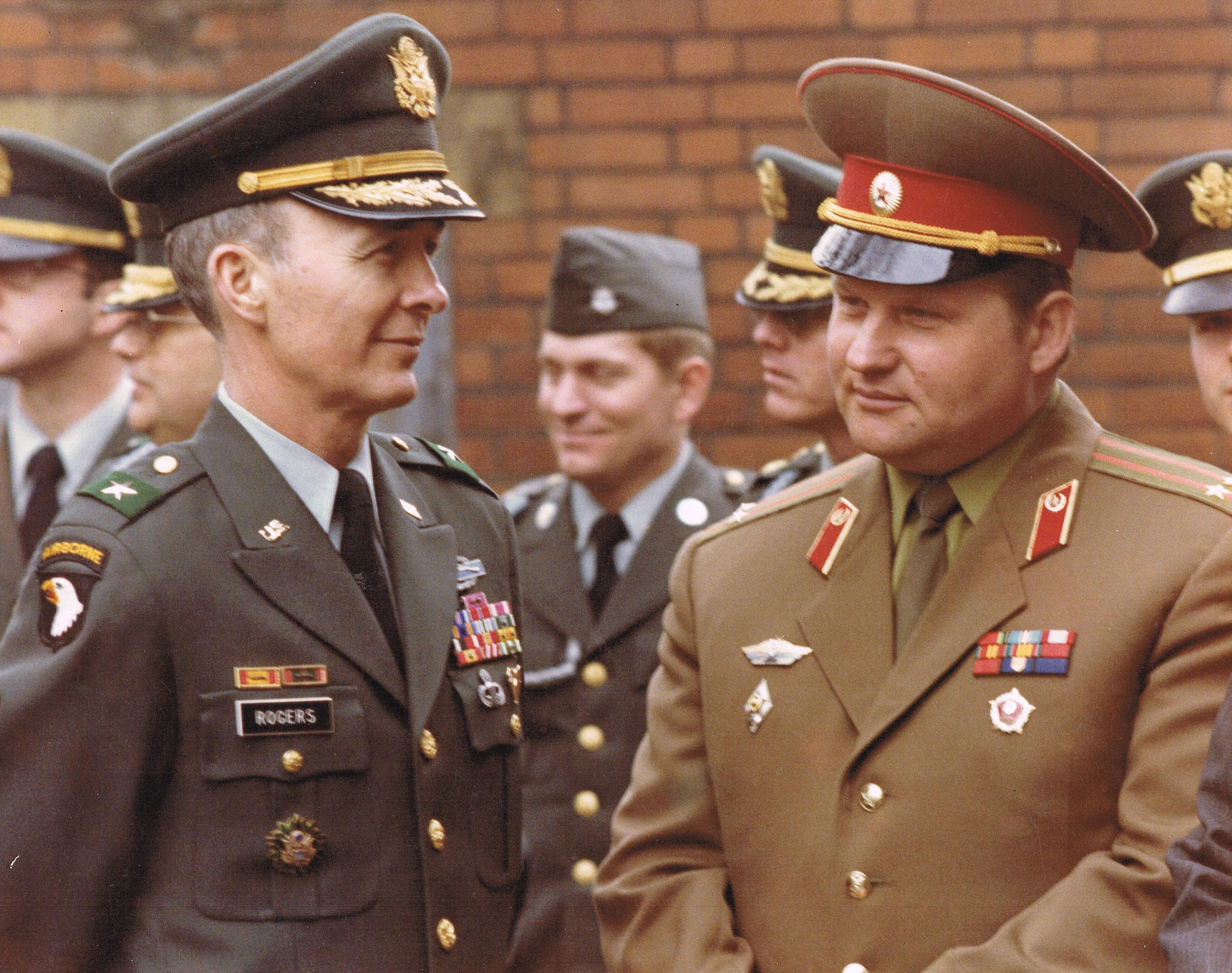
العميد جون إي. روجرز والملازم أول ألكسندر دوروفيف (الاتحاد السوفيتي) في سجن سبانداو عام 1981

## التاريخ
كان لواء برلين التابع لجيش الولايات المتحدة لواء منفصل مقره برلين.
أثناء أزمة جدار برلين عام 1961، أعاد الجيش تنظيم هيكل قيادة القوات في برلين وأنشأ جيش الولايات المتحدة في برلين وأنشأ لواء برلين من الوحدات الموجودة بالفعل في المدينة. أعيد تنظيم فوج المشاة السادس،  النشط في ألمانيا منذ عام 1950. 

## الملاحظات التاريخية
كانت سرية الشرطة العسكرية 287 هي الوحدة العسكرية الأمريكية الوحيدة التي تستخدم القوارب للقيام بدوريات على طول الحدود إلى ألمانيا الشرقية.
كانت مفرزة برلين لواء الطيران في مطار تمبلهوف المركزي آخر وحدة تابعة للجيش الأمريكي في جميع أنحاء العالم تستخدم طائرة DeHavilland Canada U-6 Beaver، عندما تقاعدت في يناير 1980. تم استبداله ببيلاتوس بي سي-6 (اثنان تم تسليمهما في عام 1979) ، وكانت الوحدة أيضًا المشغل الأول وحتى عام 1991 داخل بيلاتوس بي سي-6. 
كان مكتب النقل بالسكك الحديدية يدير قطارات فيلق النقل التابعة للجيش الأمريكي (بين برلين الغربية وألمانيا الغربية) الوحيدة عبر دولة يسيطر عليها الشيوعيون لمدة 45 عامًا، وتُسحب بواسطة قاطرات دويتشه ريشسبان الألمانية الشرقية.